# Der Name der Rose

Schutzumschlag der deutschen Erstausgabe 1982

Der Name der Rose ist der erste Roman des italienischen Wissenschaftlers und Schriftstellers Umberto Eco. Eco gelang damit ein Welterfolg. Das Buch erschien 1980 im italienischen Original als Il nome della rosa und 1982 in der deutschen Übersetzung von Burkhart Kroeber.
Das mehrschichtige Werk, Epochenporträt, philosophisches Essay und der äußeren Form nach ein breit angelegter historischer Kriminalroman, der anno 1327 in einer norditalienischen Benediktinerabtei spielt, entwirft ein lebendiges Bild des Spätmittelalters mit seinen politischen, sozialen und religiösen Konflikten. Es ist zudem mit zahlreichen Anspielungen auf die Gegenwart, besonders auf das Italien der 1970er Jahre, durchsetzt. Mit seiner Nachschrift zum ‚Namen der Rose‘ versuchte Eco, auch den in Mediävistik, Semiotik oder Kultur der Postmoderne weniger bewanderten Lesern einen Zugang zu den tieferen Schichten des Buches zu eröffnen.
Der Roman wurde 1986 von Jean-Jacques Annaud unter dem Originaltitel Der Name der Rose mit Sean Connery in der Hauptrolle verfilmt.

## Zusammenfassung
In einem Vorwort mit dem Titel Natürlich, eine alte Handschrift, datiert auf den 5. Januar 1980 (Ecos 48. Geburtstag), aber nicht namentlich gezeichnet, wird die Geschichte als Nacherzählung einer verlorenen alten Handschrift ausgegeben. Historischer Hintergrund ist ein Streit zwischen dem Papst und der vom Kaiser des Heiligen Römischen Reiches protegierten Ordensgemeinschaft der Franziskaner. Die Geschichte spielt in einer reichen mittelalterlichen Benediktinerabtei, in der sich mysteriöse Todesfälle ereignen. Die Abtei liegt an den Hängen des Apennin „zwischen Lerici und La Turbie“.
Der englische Franziskanerpater William von Baskerville, der in einer politischen Mission als Sondergesandter des Kaisers unterwegs ist, wird vom Abt der Benediktinerabtei gebeten zu ermitteln. Ihm eröffnet sich bei seinen Untersuchungen eine Welt von Glaubensfehden, verbotenen und verborgenen Leidenschaften sowie kriminellen Energien. Am Ende verbrennt mit dem geheim gehaltenen zweiten Buch der Poetik des Aristoteles, das von der Komödie handelt, die ganze Abtei mitsamt ihrer kostbaren Bibliothek.
Der Roman ist (analog zu den sieben Posaunen der biblischen Apokalypse) in sieben Tage unterteilt und voller philosophischer, theologischer, historischer, zeitgenössischer und literarischer Anspielungen und Zitate. Dem Tagesablauf der Mönche entsprechend ist jeder Tag untergliedert in die kanonischen Stunden Laudes, Prima, Tertia, Sexta, Nona, Vesper und Komplet.

## Handlung
Als Novize und Adlatus in der Obhut des Franziskaners William von Baskerville besucht der den Roman berichtende junge Adson von Melk Ende November 1327 – während der Zeit des Avignonesischen Papsttums – eine Benediktinerabtei im Ligurischen Apennin. Dort sollen sich führende Köpfe des Franziskanerordens mit einer Gesandtschaft des Papstes Johannes XXII. treffen, um brisante theologische Fragen des Für und Wider der Vita apostolica, der Armut der Kirche, zu diskutieren und damit gleichzeitig Machtpositionen zwischen dem Apostolischen Stuhl, Dominikanern, Franziskanern und dem Kaiser des Heiligen Römischen Reiches abzustecken.
Bevor es zu dem politisch-theologischen Treffen kommt, bittet der Abt des Klosters den für seinen Scharfsinn bekannten William (der früher einmal Inquisitor war, aber dieses Amt niedergelegt hat), den mysteriösen Todesfall Adelmos von Otranto aufzuklären, der sich unlängst im Kloster ereignet hat. Während Williams Arbeit an diesem Fall kommen innerhalb weniger Tage vier weitere Mönche auf ungeklärte Weise zu Tode.
Die Aufklärung dieser Todesfälle ist der erzählerische Hauptstrang des Romans, der mit etlichen Verzweigungen und Nebenlinien aufwartet, die ein komplexes und vielfarbiges Bild des mittelalterlichen Lebens auf allen sozialen Ebenen zeichnen und insbesondere den erzählenden Adson zu zahlreichen prägenden Erlebnissen und inneren Auseinandersetzungen mit theologischen, historischen und philosophischen Fragen führen. Anhand des Ketzerführers Fra Dolcino und des Inquisitors Bernard Gui werden auch die Phänomene der Häresie und der Inquisition behandelt. Zudem entspinnt sich am Rande eine zarte Liebesgeschichte zwischen Adson und einem namenlosen Bauernmädchen, das er während einer nächtlichen Verfolgungsjagd trifft, das ihn unversehens verführt und das er vor der Inquisition des Bernard Gui retten will.
Die Spur führt William und Adson in die als nahezu unzugängliches Labyrinth angelegte Klosterbibliothek zu dem blinden Bibliothekar Jorge von Burgos. Dieser greise Mönch hütet dort einen besonderen Schatz, nämlich das womöglich einzige erhaltene Exemplar des „Zweiten Buches der Poetik“ des Aristoteles, in dem – nach der Tragödie im ersten Teil – die Komödie behandelt wird. Jorge hält die in diesem Buch vertretene positive Einstellung zur Freude und zum Lachen für derart gefährlich, dass er es mit einem Gift versehen hat und es lieber vernichten würde, als es in fremde Hände fallen zu lassen. Am Ende lockt er sogar den Abt in eine tödliche Falle. Als der Versuch, nach den sechs Mönchen schließlich auch William durch das vergiftete Buch zu töten, scheitert, kommt es zu einer Verfolgungsjagd und dann zu einem Handgemenge, in welchem eine Öllampe durch Jorge zu Boden geschleudert wird, so dass die weitgerühmte Bibliothek in Brand gerät. William und Adson können zwar aus der brennenden Bibliothek entkommen, jedoch ergreift das Feuer das gesamte Kloster und vernichtet es.
Am Ende hat William zwar den Fall gelöst, die Katastrophe jedoch nicht verhindern können. Resigniert stellt er fest: „Ich bin wie ein Besessener hinter einem Anschein von Ordnung hergelaufen, während ich doch hätte wissen müssen, dass es in der Welt keine Ordnung gibt.“ Ähnlich entmutigt beendet Adson seinen Bericht mit den Worten „Stat rosa pristina nomine, nomina nuda tenemus“ („Die Rose von einst steht nur noch als Name, uns bleiben nur nackte Namen“), einem abgewandelten Zitat von Bernhard von Morlaix.

### Aedificium und Labyrinth

Das Labyrinth der Bibliothek im obersten Stock des Aedificiums, ausgerichtet nach Norden (Septentrio)

Das vom Castel del Monte inspirierte Aedificium (lateinisch für „Gebäude“) ist ein dreistöckiger achteckiger Bau, an dessen vier nach den Himmelsrichtungen liegenden Seiten sich je ein Turm befindet, der von außen als unregelmäßiges Fünfeck, nach innen als regelmäßiges Siebeneck erscheint. Im ersten Stock befinden sich Küche und Refektorium, im zweiten Stock das Skriptorium und im dritten die als Labyrinth angelegte Bibliothek. 54 der insgesamt 56 Räume der Bibliothek sind am Eingang mit einem Vers aus der Apokalypse überschrieben, deren Anfangsbuchstaben die Lage bezeichnet: Werden die Räume in der richtigen Reihenfolge abgeschritten, so bilden die Buchstaben die Herkunftsregion der Autoren – oder die, „aus denen sie hätten stammen müssen“. Die Bibliothek ist damit als Weltkarte angelegt:

„Im Norden lagen die Zonen ANGLIA und GERMANIA, die sich längs der westlichen Außenwand mit der Zone GALLIA verbanden, um dann am äußersten Westrand in die Zone HIBERNIA zu münden und gen Süden überzugehen in die Zonen ROMA (Paradies lateinischer Klassiker!) und YSPANIA.
Tief im Süden (das heißt im Südturm) schloß sich die Zone LEONES an, gefolgt von AEGYPTUS und weiter östlich fortgesetzt von IUDAEA und schließlich FONS ADAE. Zwischen Osten und Norden erstreckte sich längs
der Außenwand die Zone ACAIA – eine treffliche Synekdoché, wie mein Meister sich ausdrückte, um das alte Griechenland zu bezeichnen, und tatsächlich fanden wir in jenen Räumen eine Fülle von Werken heidnisch-antiker Dichter und Philosophen.“

Der Raum ganz nach Osten, umgeben vom Fons Adae („Quelle Adams“), der Zone der Bibeln und Bibelkommentare, dient als Kapelle. Im Inneren des Südturms ([Hic sunt] Leones) befindet sich die Geheimkammer Finis Africae, in der verbotene Bücher aufbewahrt werden.

## Entstehung
Eco begann im März 1978 zuerst ohne klare Vorstellung der Handlung. Der Grundgedanke war, „einen Mönch zu vergiften“. Darüber schreibt er in seiner Nachschrift zum ‚Namen der Rose‘: „Ich glaube, Romane entstehen aus solchen Ideenkeimen, der Rest ist Fruchtfleisch, das man nach und nach ansetzt.“ Die Hauptfigur sollte zunächst ein zeitgenössischer Mönchs-Detektiv sein, der Il manifesto liest. Um sich bei seinem Romandebüt nicht zu exponieren, beschloss er allerdings bald, einen mittelalterlichen Mönch erzählen zu lassen und dem Roman eine fiktive Überlieferungsgeschichte zu geben, beginnend bei den Jugenderinnerungen des greisen Adson:

„Ich setzte mich also hin und las (erneut) die mittelalterlichen Chronisten, um mir den Rhythmus und die Unschuld ihrer Erzählweise anzueignen. Sie sollten für mich sprechen, dann war ich frei von jedem Verdacht. Von jedem Verdacht, aber nicht vom Gewicht der Vergangenheit, von den Echos der Intertextualität. Denn nun entdeckte ich, was die Dichter seit jeher wußten (und schon so oft gesagt haben): Alle Bücher sprechen immer von anderen Büchern, und jede Geschichte erzählt eine längst schon erzählte Geschichte. Das wußte Homer, das wußte Ariost, zu schweigen von Rabelais und Cervantes. Ergo konnte meine Geschichte nur mit der wiedergefundenen Handschrift beginnen, und auch das wäre dann (natürlich) nur ein Zitat. So schrieb ich zuerst das Vorwort, in dem ich meine Erzählung, verpackt in drei andere Erzählungen, in den vierten Grad der Verpuppung setzte: Ich sage, daß Vallet sagte, daß Mabillon sagte, daß Adson sagte ...“

### Titel
Der Arbeitstitel lautete zuerst, wie Eco in seiner Nachschrift schreibt, Die Abtei des Verbrechens und dann nach der Hauptfigur Adson von Melk. Dieser zweite Titel sei jedoch vom Verlag abgelehnt worden. Der endgültige Titel bezieht sich auf den Satz, mit dem das Buch endet: Stat rosa pristina nomine, nomina nuda tenemus (Die Rose von einst steht nur noch als Name, uns bleiben nur nackte Namen). Es handelt sich um eine Variation eines Hexameters aus Bernhard von Clunys De contemptu mundi (Von der Verachtung der Welt), wo es über die Stadt Rom heißt: Stat Roma pristina nomine, nomina nuda tenemus (Das alte Rom steht nur noch als Name, uns bleiben nur die bloßen Namen). Eco meinte zu diesem versteckten Zitat, Der Name der Rose schicke den Leser in alle Richtungen – also in keine bestimmte. Wer wolle, könne auch an den Namen des Mädchens denken.
Beachtenswert ist jedoch, dass die Rose wie auch der Name seit dem Mittelalter Zentralbegriffe im Universalienstreit waren, auch exakt in der Zusammenstellung Der Name der Rose als Beispiel für eine Verknüpfung von Begriff und Objekt, speziell auch bei Peter Abaelard. Der mittelalterliche Philosoph Abaelard benutzte das Beispiel, dass die „Rose“, auch wenn es keine Rosen gibt, weiterbestehe, aber nur als Name, d. h. als Wortbedeutung in der Sprache, nicht als Realität. Abaelards tragische Liebesbeziehung zu Heloisa findet sich wiederum in der bekannten Bebilderung einer mittelalterlichen Handschrift des Rosenromans (franz. Le Roman de la Rose), in dem die Rose symbolisch für die geliebte Frau steht. Man kann annehmen, dass der Buchtitel auch auf diese Zusammenhänge anspielt, zumal Eco ein anerkannter Mediävist und profunder Kenner der mittelalterlichen Semiotik war. Seiner Nachschrift zum ‚Namen der Rose‘ setzt er ein Gedicht der mexikanischen Lyrikerin Juana Inés de la Cruz voran, das zu Deutsch etwa lautet „Rose, die rot auf dem Anger, stolz du dich spreizest, gebadet in Purpur und Karmesin: Prunke üppig und duftend. Doch nein, denn schön seiend, wirst du bald unglücklich sein“.

## Figuren
Viele Figuren des Romans spielen auf historische Persönlichkeiten und literarische Gestalten an.

### William von Baskerville
Der Franziskaner William von Baskerville ist eine der beiden fiktiven Hauptfiguren des Romans. Ursprünglich als Gesandter Ludwigs IV. und Vertreter der kaiserlich geförderten Spiritualentheologie, wird er von Abt Abbo mit der Untersuchung des Todes Adelmos beauftragt. Sein Name „William“ und seine philosophisch-erkenntniskritische Grundhaltung verweisen auf den Scholastiker Wilhelm von Ockham; sein Herkunftsname „von Baskerville“ spielt auf Sir Hugo Baskerville, eine Figur in dem Detektivroman Der Hund von Baskerville (1901/1902) an, geschrieben von Arthur Conan Doyle. Doyles Figurenkonstellation (der Detektiv Sherlock Holmes und sein Gehilfe Dr. Watson), wurde genretypisch für Detektivgeschichten. Eco schuf mit William und seinem Gehilfen Adson eine solche Konstellation.
William wird im Buch als großgewachsen und schlank beschrieben, mit durchdringendem Blick und einer schmalen, leicht gebogenen Nase. Diese Personenbeschreibung ist ein fast wörtliches Zitat von Conan Doyles Beschreibung von Sherlock Holmes in seinem ersten Detektivroman A Study in Scarlet (dt. Eine Studie in Scharlachrot). Adson schätzt sein Alter auf 50 Jahre. Ursprünglich als Inquisitor in England und Italien tätig, der „sich in einer Reihe von Prozessen durch große Klarsicht in Verbindung mit großer Menschlichkeit hervorgetan habe“, gab er das Amt auf, um nicht drei Fratizellen wegen Ketzerei verurteilen zu müssen. Von Abbo wird er unter anderem deshalb mit der Untersuchung beauftragt, weil er Angeklagte häufig freisprach und nur verurteilte, wer „schlimme Verbrechen begangen hatte wie Vergiftungen, Verführung unschuldiger Kinder und andere Verruchtheiten, die auszusprechen meine Lippen nicht wagen“.
Eco lässt William wie eine reale historische Gestalt des Spätmittelalters erscheinen. Innerhalb des scholastischen Diskurses verkörpert William eine extrem nominalistische Position. Wie modern seine Denk- und Ausdrucksweise ist, wird an vielen Stellen des Romans angedeutet, so zum Beispiel, wenn er Ludwig Wittgenstein (Tractatus Logico-Philosophicus §6.54, EA 1921) in mittelhochdeutscher Übersetzung zitiert (vorgreifender Anachronismus): Er muoz gelîchesame die leiter abewerfen, sô er an ir ufgestigen.

### Adson von Melk
Der junge Benediktiner, benannt nach dem Benediktinerkloster Stift Melk, ist die zweite fiktive Hauptfigur des Romans. Er begleitet William von Baskerville als junger Gehilfe („Adlatus“) und dessen Schüler. Er nimmt als „Chronist“ des Romans zugleich die Rolle des Ich-Erzählers ein, der als greiser Mönch an der Schwelle des Todes „die denkwürdigen und entsetzlichen Ereignisse“ niederschreibt, „deren Zeuge zu werden mir in meiner Jugend einst widerfuhr“. Sein Name (im italienischen Original ist es die lateinische Form „Adso“ da Melk, die italienische Namensform wäre „Adsone“, „Azzo(ne)“) erinnert an Sherlock Holmes’ Freund und Gehilfen Dr. Watson und ist offenbar eine Anspielung auf den Namen Watson. Auch in vielen Dialogen finden sich deutliche Anspielungen auf Doyle („My dear Watson“ als häufiger Auftakt eines Holmes-Monologs wird bei Eco zu „Mein lieber Adson“). Ein weiterer Bezug wird im Roman durch eine Bemerkung von Jorge von Burgos nahegelegt, nämlich zu Adso von Montier-en-Der, dem Benediktinermönch und Verfasser des bekanntesten frühmittelalterlichen Traktats über den Antichristen.

### Jorge von Burgos
Jorge von Burgos ist im Roman ein blinder Seher. Der Name Jorge von Burgos ist eine Anspielung auf den im Alter erblindeten argentinischen Schriftsteller und Bibliothekar Jorge Luis Borges, der wegen seiner immensen Belesenheit und der vielschichtigen Assoziationen und verblüffenden Pointen seiner Geschichten als literarisches Genie galt und wegen seiner surrealistischen Erzählweise oft als Vorläufer des Magischen Realismus betrachtet wird. Aufgrund seiner Unterstützung des Militärputsches vom März 1976 in Argentinien wurde Borges auch als Reaktionär angefeindet. Indem Jorge von Burgos das Lachen wegen seines aufklärerischen Potenzials ablehnt, erweist er sich ebenfalls als Reaktionär.
Borges’ fantastische Erzählung La biblioteca de Babel, die sich durch Intertextualität auszeichnet und als Parabel der europäischen Diktaturen der 1930/40er Jahre und der Verhältnisse in Argentinien unter Juan Perón gelesen werden kann, inspirierte Umberto Eco dazu, den Roman Der Name der Rose zu schreiben. Borges’ Erzählung El libro de arena („Das Sandbuch“), in welcher der Protagonist ein Buch mit scheinbar unendlich vielen, unendlich dünnen Seiten erwirbt, weist Parallelen zur Handlungsweise des Jorge in Ecos Roman auf: Der Ich-Erzähler entschließt sich in Borges’ Geschichte, das unheimliche Buch in der Nationalbibliothek unter anderen Büchern zu verstecken, da er nicht wagt, es zu vernichten, es aber auch nicht selbst aufbewahren möchte.

### Weitere Figuren
Im Roman treten viele historische Persönlichkeiten als Nebenfiguren auf (beispielsweise der Inquisitor Bernard Gui und der Ordensgeneral Michael von Cesena) oder werden erwähnt (wie etwa Ludwig der Bayer, Fra Dolcino oder Klara von Montefalco). Theologische und philosophische Schriften, wie die des Paulus, des Ecclesiasten, des Augustinus, des Aquinaten, Roger Bacons und William von Ockhams, werden ausführlich und teilweise im lateinischen Original zitiert.
Der deutschen Erstausgabe von 1982 war (in Absprache mit dem Autor) als Lesezeichen eine Art Theaterzettel beigegeben, der unter der Überschrift „Dramatis Personae“ folgende Angaben enthielt:
- William von Baskerville – Zeichendeuter und Spurensucher
- Adson von Melk – sein Schüler, Chronist
- Abbo von Fossanova – Abt, einst Leichenträger
- Remigius von Varagine – Kellermeister
- Malachias von Hildesheim – Bibliothekar
- Severin von St. Emmeram – Kräuter- und Giftforscher
- Nicolas von Morimond – Handwerker, brav
- Alinardus von Grottaferrata – Greis
- Jorge von Burgos – blinder Seher
- Adelmus von Otranto – Monstermaler, tot
- Venantius von Salvemec – Aristoteles-Experte
- Berengar von Arundel – Verführer
- Benno von Uppsala – Büchernarr
- Aymarus von Alessandria – Intrigant
- Petrus von Sant’Albano – Intrigant
- Pacificus von Tivoli – Intrigant
- Ubertin von Casale – Mystiker
- Michael von Cesena – Politiker
- Bertrand del Poggetto – Kardinal
- Bernard Gui – Ketzer- und Hexenjäger
- Fra Dolcino – toter, noch sehr lebendiger Ketzerführer
- Salvatore – armer Teufel, Sprachgenie
- Das Mädchen – namenlos, vielleicht die Rose
- Und weitere fleißige Mönche, Mindere Brüder, päpstliche Legaten, französische Bogenschützen, tote und lebendige Ketzer, einfache Leute, Volk.